# 巴黎最後探戈
《巴黎最後探戈》（義大利語：Ultimo tango a Parigi）是1972年的情色劇情片，由貝納多·貝托魯奇導演，劇情是描述喪偶美國男子和年輕巴黎女子由匿名性關係引發的互動。由马龙·白兰度、瑪麗亞·施耐德和讓-皮埃爾·里奧主演。
此片是於1972年10月14日在紐約影展首映，1973年在美國電影院上映的票房有3600萬美元。
由於此片中非常直接的描述性暴力以及情緒的變化，當時引發國際的爭議，在許多國家也受到不同程度的審查。此片在美國上映時，美國電影協會的分級是X級。United Artists Classics在1981年剪接了R級的版本。此片在1997年收錄在米高梅圖書館中，重新分類為NC-17。

## 情節介紹
中年美國旅館老闆保羅（马龙·白兰度飾演）太太蘿莎自殺，他經歷喪妻之痛之後，在出租公寓認識了名叫珍妮，已經訂婚的年輕巴黎女子珍妮（瑪麗亞·施耐德飾演），珍妮和保羅分租公寓，開始匿名性關係。保羅堅持他們不分享任何個人資訊，甚至連名字都不要知道，珍妮很不樂意。後來保羅性虐珍妮，第二天珍妮到公寓時，發現保羅已不告而別，離開分租公寓。
後來保羅在街上遇到珍妮，保羅說他希望重新開始他們的關係。保羅訴說他妻子自殺的慘劇，在他們對話時，進入了探戈酒吧，保羅繼續對珍妮說他自己的事。失去匿名性這件事讓珍妮對他們的關係不再存有幻想。珍妮表示她不想再看到保羅，保羅不希望失去她，一路追著到她的公寓，路上他說他愛她，希望知道她的姓名。
珍妮從抽屉拿出槍，先告訴保羅她的名字，接著就殺了他。保羅受傷致命，一路搖晃著走到陽台，最後倒地死去。保羅死時，珍妮正在喃喃自語說，他是進到屋內要強暴他的陌生人，她不知道這個人是誰，一切彷彿在準備被警察詢問時的回覆。

## 爭議
此片中有男主角對女主角用奶油進行性虐待的情節，導演貝托魯奇在2013年接受《Elle》雜誌訪問時提到：瑪麗亞·施耐德事先不知道會使用奶油作為性虐待的道具。女主角在2007年接受《Daily Mail》訪問時也曾談到這幕，提到馬龍沒有強姦她：「但我還是真的流淚了。我感覺屈辱，說實話，我感覺有點像被強姦了，被馬龍和貝托魯奇兩個人。」。此事引發電影界非常大的爭議。

## 書目
- Arcalli, Franco; Bertolucci, Bernardo. . New York: Delacorte Press. 1972.
- Tonetti, Claretta Micheletti. . New York: Twayne Publishers. 1995. ISBN 0-8057-9313-5.

## 外部連結
- 互联网电影数据库（IMDb）上《Last Tango in Paris》的资料（英文）
- 爛番茄上《Last Tango in Paris》的資料（英文）
- Metacritic上《Last Tango in Paris》的資料（英文）
- Pauline Kael's review （页面存档备份，存于）
- Last Tango in Paris （页面存档备份，存于） – slideshow by 生活